# Херцогство Кандия
[[Файл:Venetiancrete.jpg|мини|240px|{{center|Административно деление на Крит през XV век.]]
Херцогство Кандия (на италиански: Ducato di Candia) или Кралство Кандия (на италиански: Regno di Candia) е официалното название на остров Крит в периода, когато островът е колония на Венецианската република, от 1205 – 1212 г., когато островът става владение на венецианците, до завладяването му от Османската империя по време на Критската война (1645 – 1669). Столица на херцогството е град Кандия (съвременният Ираклион).

## История
Остров Крит е част от Византийската империя до 1204 г., когато Четвъртия кръстоносен поход слага край на империята и разделя територията и между водачите на похода. първоначално Крит е предаден във владение на Бонифаций Монфератски, но той бързо продава правата си на Венеция за 1000 сребърни марки.
През 1204 г. Крит е завладян от Генуа, но през 1205 г. венецианците прогонват генуезците и завземат острова. След война през 1210 г. острова окончателно преминава във венецианска власт.
Венецианците разделят острова на шест района, които са наречени в чест на шестте градски района на Венеция, съответно Канареджо, Сан Марко, Санта Кроче, Кастело, Сан Поло и Дорсодуро. В началото на ХІV век тези райони са объединени в четири области, почти идентични с четирите съвременни области на Крит. Островите Тинос и Китира, които са под венецианско управление, са присъединени към Кандийското херцогство.
През първите две столетия венецианско управление, на острова избухват множество бунтове на местното православно население против католическите завоеватели, като бунтовниците често са поддържани от Никейската империя. Така между 1207 г. и 1368 г. избухват 14 такива бунта. През 1363 – 1368 г. избухва ново въстание – Въстанието на Свети Тит, наречено така по името на главната катедрала на острова, този път обединило гърците и католиците-колонисти против финансовите претенции на Венеция. Впоследствие независимо от епизодичните бунтове и турските набези, островът процъфтява, благодарение и на италианския Ренесанс. Появяват се и се развиват критската литература и критската живописна школа, достигнала най-високата си точка в работите на Ел Греко.
След османското завладяване на Кипър през 1571 г., Крит става последното голяма средиземноморско владение на Венеция. Отслабването на военната мощ на републиката, богатствата на острова и неговото стратегическо разположение на пресечна точка на морските пътища в Източно Средиземно море, привличат вниманието и апетитите на Османската империя. По време продължителната Критска война (1645 – 1669) двете държави воюват за надмощие над острова: османците бързо превземат по-голямата част от острова, но обсадата на Кандия продължава от 1648 до 1669 г., когато венецианският главнокомандващ Франческо морозини предава крепостта. Само трите крепости на острова – Суда, Грамвуса и Спиналонга остават във венецианско владение. Опитите да се възстанови венецианската власт над острова по време на Морейската война не донасят успех, и последните венециански крепости на Крит са превзети накрая от турците през 1715 г. по време на последната Венецианско-турска война (1714-1718).

## Херцози на Кандия
- Giacomo Tiepolo (1205 – 1216),
- Pietro Quirini (1216),
- Domenico Delfino (1216 – 1217),
- Paolo Corino (1222),
- Giovanni Storlando (1228),
- Stefano Giustiniani (1236),
- Angelo Morosini (1255 – 1259),
- Giacomo Delfino (1261 – 1262),
- Giovanni Velenio (1273 – 1274),
- Marino Zeno (1274),
- Marino Morosini (1274 – 1276),
- Pietro Zeno (1276),
- Marino Gradenigo (1279),
- Giacomo Dandolo (1284),
- Albertino Morosini (1290 – 1293),
- Michel Vitali (1299),
- Mario Morosini (1329 – 1331),
- Viago Zeno (1333),
- Andrea Cornaro (1341),
- Peter Emiliano (1343),
- Goffredo Morosini (1355 – 1357),
- Marco Morosini (1357 – 1359),
- Leonardo Dandolo (1362),
- Marco Gradenigo (1363 – 1364),
- Pietro Morosini (1364 – 1366),
- Paolo Zuliani (1382),
- Tomasso Mocenigo (1403 – 1405),
- Lodovico Morosini (1407 – 1409),
- Egidio Morosini (1417 – 1418),
- Andrea Mocenigo (1441 – 1443),
- Pedro Luis (1455),
- Benedetto Gritti (1472 – 1473),
- Domenico Pisani (1480),
- Giovanni Borgia (1497),
- Girolamo Donato (1508 – 1510),
- Paolantonio Emiliano (1510),
- Giacomo Cornaro (1528),
- Antonio Amulio (1536 – 1538),
- Giovanni Moro (1538),
- Ferdinando Vitturi (1539),
- Lodovico Gritti (1552 – 1554),
- Zacharia Mocenigo (1559 – 1563),
- Marco Querini (1570),
- Pasquale Cicogna (1585),
- Giovanni Sagredo (1604),
- Francesco Morosini (1612 – 1614),
- Donato Morosini (1617 – 1619),
- Lazaro Mocenigo (1629 – 1631),
- Bernardo Morosini (1644 – 1646),
- Giuseppe Morosini (1650 – 1653),
- Francesco Morosini (1656),
- Antonio Barbaro (1667),
- Girolamo Battagia (1667)